# Jaddanbai
Jaddanbai Hussain, pseud. Jaddanbai (ur. 1892 w Benares, zm. 8 kwietnia 1949 w Bombaju) – indyjska piosenkarka, kompozytorka, tancerka, aktorka, producentka filmowa oraz jedna z pionierek kina indyjskiego. Wraz z Saraswati Devi uważana jest za jedną z pierwszych kompozytorek muzyki indyjskiej. Była matką Akhtara Hussaina, Anwara Hussaina i znanej aktorki Nargis oraz babcią ze strony matki Priyi Dutt i Sanjay Dutt.

## Wczesne życie i kariera
Jaddanbai Hussain urodziła się około 1892 roku jako dziecko Miajaan i Daleepabai, jednej z chilbila, najbardziej znanych kurtyzan Meja Allahabad. Jej matka Daleepabai była znana jako Dilipa Devi i była częścią szanowanej hinduskiej rodziny bramińskiej, zanim została uprowadzona jako dziecko przez wędrowną grupę ludzi, którzy trenowali i zarządzali tawaifami. Została starannie wypielęgnowana i odniosła duże sukcesy w tym zawodzie, pracując jako piosenkarka i tancerka. Jej menadżerowie zaaranżowali następnie małżeństwo z zawodnikiem Sarangi zatrudnionym przez trupę, którego jej matka znała tylko jako Miyan'a Jaan. Później spekuluje się, że Daleepabai rozpoczęła związek z żonatym prawnikiem za zgodą męża, który mieszkał w tej samej Haweli co ona. Miyan Jaan zmarł, gdy Jaddanbai miała pięć lat. Jaddanbai przeprowadziła się do miasta i została piosenkarką, jednakże miała trudności z powodu braku formalnego wykształcenia. Później skontaktowała się z Shrimantem Ganpat Rao (Bhaiya Saheb Scindia) z Kalkuty i została jego uczennicą. Shrimant Ganpat Rao zmarł w 1920 roku, gdy była jeszcze studentką, więc ukończyła szkolenie pod okiem Ustad'a Moinuddin Khan'a. Później trenowała również z Ustad Chaddu Khan Saheb i Ustad Laab Khan Saheb. Jej muzyka stała się popularna dzięki czemu została jeszcze bardziej znaną kurtyzaną niż jej matka. Zaczęła nagrywać ghazale z Columbia Gramophone Company. Uczestniczyła w sesjach muzycznych i została zaproszona przez władców wielu książęcych stanów, takich jak Rampur, Bikaner, Gwalior, Jammu i Kashmir, Indore i Jodhpur, aby wykonywać mehfile. Śpiewała również piosenki i ghazle w różnych stacjach radiowych w całym kraju. Karierę aktorską rozpoczęła gdy zgłosiła się do niej Play Art Photo Tone Company z Lahore i dostała angaż filmie Raja Gopichand z 1933 roku. Wcieliła się w rolę matki tytułowego bohatera. Później pracowała dla wytwórni filmowej z siedzibą w Karaczi - Insaan ya Shaitan. Pracowała przy dwóch kolejnych filmach, Prem Pariksha i Seva Sadan, zanim założyła własną wytwórnię - Sangeet Films. Firma wyprodukowała Talashe Haq w 1935 roku, w której grała i komponowała muzykę. W filmie tym po raz pierwszy wystąpiła również jej znana później córka Nargis. W 1936 roku zagrała, wyreżyserowała i napisała muzykę do dramatu Madam Fashion.

## Życie prywatne
Jej pierwsze małżeństwo zostało zawarte z bogatym hinduskim biznesmenem z Gudżarati, Narottamdasem („Bachhubhai” lub „Bachi Babu”) Khatri. Khatri przeszedł na islam po ślubie i razem mieli syna, Akhtara Hussaina. Jej drugie małżeństwo zawarte zostało z mistrzem Fisharmonii Ustaad Irshad Meer Khanem, częstym współpracownikiem, z którym miała drugiego syna, aktora Anwara Hussaina. Jej trzecim małżonkiem był Mohanchand Uttamchand („Mohan Babu”) Tyagi, bogaty pendżabski Bramin mohyalski oraz hinduski spadkobierca, który przeszedł na islam i przyjął imię Abdul Rashid. Aktorka filmowa Nargis (z domu Fatima Rashid) była ich córką. Abdul Rashid spędzał większość swoich dni bezczynnie, a Jaddanbai była główną żywicielką rodziny. Pomimo tego, że była nominalną muzułmanką, a jej mąż formalnie przeszedł na islam, Jaddanbai i jej rodzina praktykowali aspekty hinduizmu, wahając się między tożsamością hinduistyczną a muzułmańską. Jaddanbai była czasami znana również pod pseudonimem „Jayadevi Tyagi”, hinduskim imieniem, używanym przez nią nawet w niektórych oficjalnych dokumentach. Jest teściową Sunila Dutta i babcią Priyi i Sanjay Dutt.

## Filmografia
- Talashe Haq (1935) (aktorka)
- Madam Fashion (1936) (aktorka, reżyserka, scenarzystka, kompozytorka)
- Hriday Manthan (1936) (reżyserka, scenarzystka, kompozytorka)
- Moti Ka Haar (1937) (reżyserka, scenarzystka, kompozytorka)
- Jeevan Swapna (1937) (reżyserka)